# Ford Ka
O Ka é um carro pequeno fabricado pela Ford Motor Company de 1996 a 2016 como um carro de cidade e de 2016 a 2021 como um carro subcompacto. Entrou na segunda geração em 2008, produzido pela FIAT em Tychy, Polónia. Uma terceira geração foi introduzida em 2016. No Brasil era um subcompacto na primeira geração, na Europa oferecia também versões esportivas (denominado SportKa) e conversíveis (denominado StreetKa). Na segunda geração, passou a ser um compacto.
A terceira geração foi produzida como um hatchback de cinco portas e como um sedan de quatro portas. Inicialmente estava disponível apenas no Brasil e mais tarde foi introduzido na Índia, Itália, México, Espanha, África do Sul (onde foi comercializado como Ford Figo), Argentina e Polônia. As vendas europeias terminaram em 2020 e, em 2021, foi retirada de produção no Brasil.
A partir da sua nova geração, na qual ganhou mais espaço e um design mais robusto, com fortes inspirações no Ford Fiesta, mas com um apelo mais direcionado ao público de entrada, passou a ser um dos veículos mais vendidos do país, frequentemente duelando com o Hyundai HB20 pelo segundo lugar de vendas.

## Primeira geração

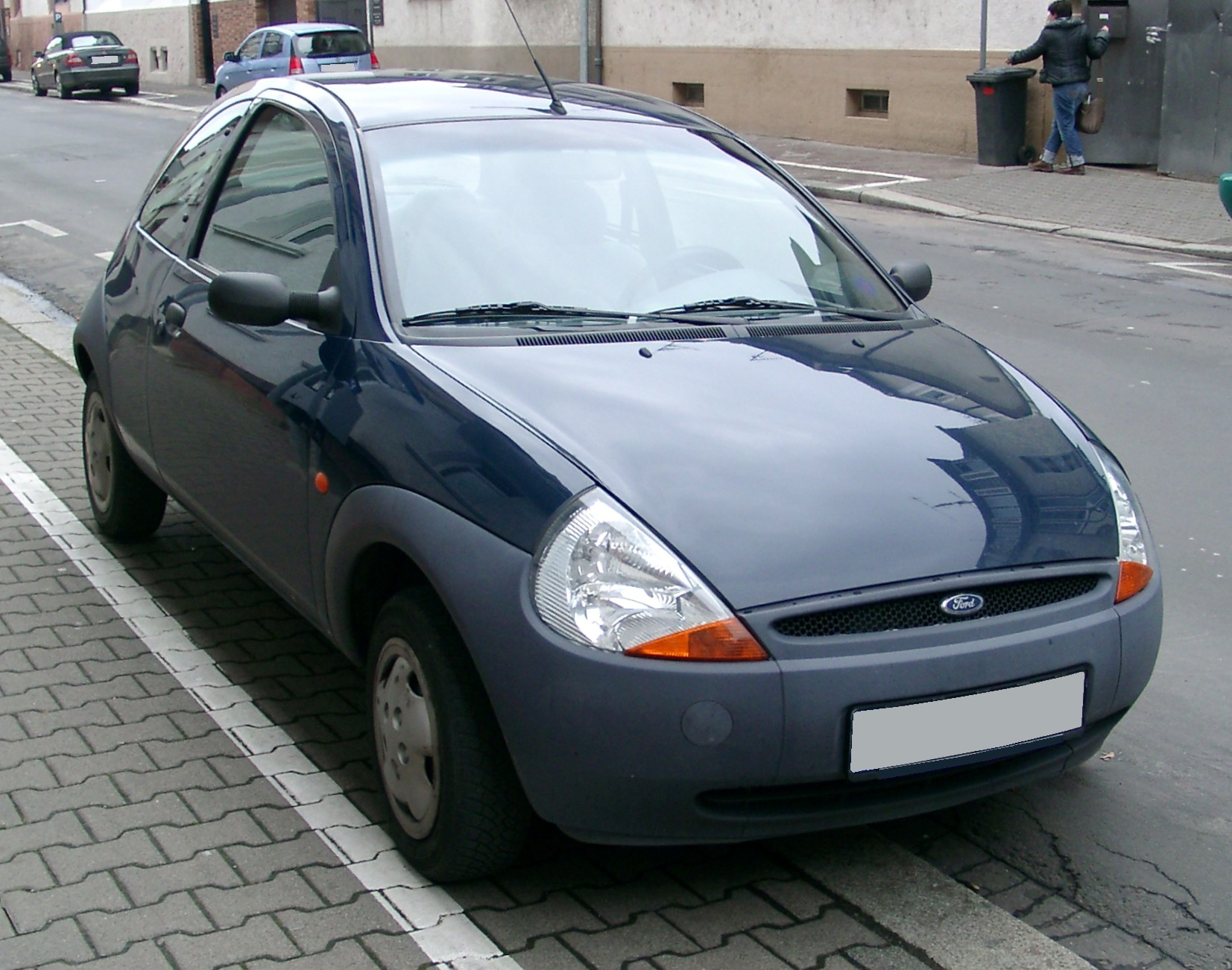
Ka 1997.

Lançado em 1996 na Europa e em 1997 no Brasil como veiculo de entrada, ou seja, como carro mais barato da gama de veículos oferecidos pela ford, em 1997 um Ford Ka básico 0 km custava aproximadamente R$11.000, suas linhas arrojadas inauguraram o conceito de design “New Edge“ e serviu de inspiração para outros modelos do fabricante, como o Fiesta e o Focus. Sua plataforma e conjunto mecânico era partilhada com o Ford Fiesta de quarta geração (Mk4).
O Ka tem inspirações egípcias, seu desenho é baseado em uma pirâmide, com formas mais orgânicas e o nome "Ka" significa, em uma tradução livre, do egípcio "Alma" ou "Espírito". No Brasil sofreu leve reestilização em 2002 e tem tido os custos reduzidos ano após ano desde 2000 para competir no segmento de entrada da Ford Brasil, mas na Europa manteve sua aparência original até o fim de sua produção.
De 1997 a 1999, estes carros eram equipados com os econômicos Endura-E, de desempenho médio, ainda que apresentasse bom torque.
A partir da linha 2000, ainda no fim de 1999, a Ford passou a equipar o Ka com motores Zetec RoCam (apenas o 1.6 era vendido como Duratec na Europa), mais modernos e potentes comparados ao da versão anterior. Apresentavam corrente em vez de correia dentada e contavam com balancins roletados. O Ka 1.0 com este motor foi capa da Revista Autoesporte com a manchete "Ka: O melhor 1.0 do mercado" em 1997. No ano seguinte foi eleito pela Revista Autoesporte o Carro do Ano de 1998.
Em maio de 2008 no Reino Unido, uma edição especial de Final de produção equipado com decalques no teto e espelhos black wing foi disponibilizada.

### Séries limitadas

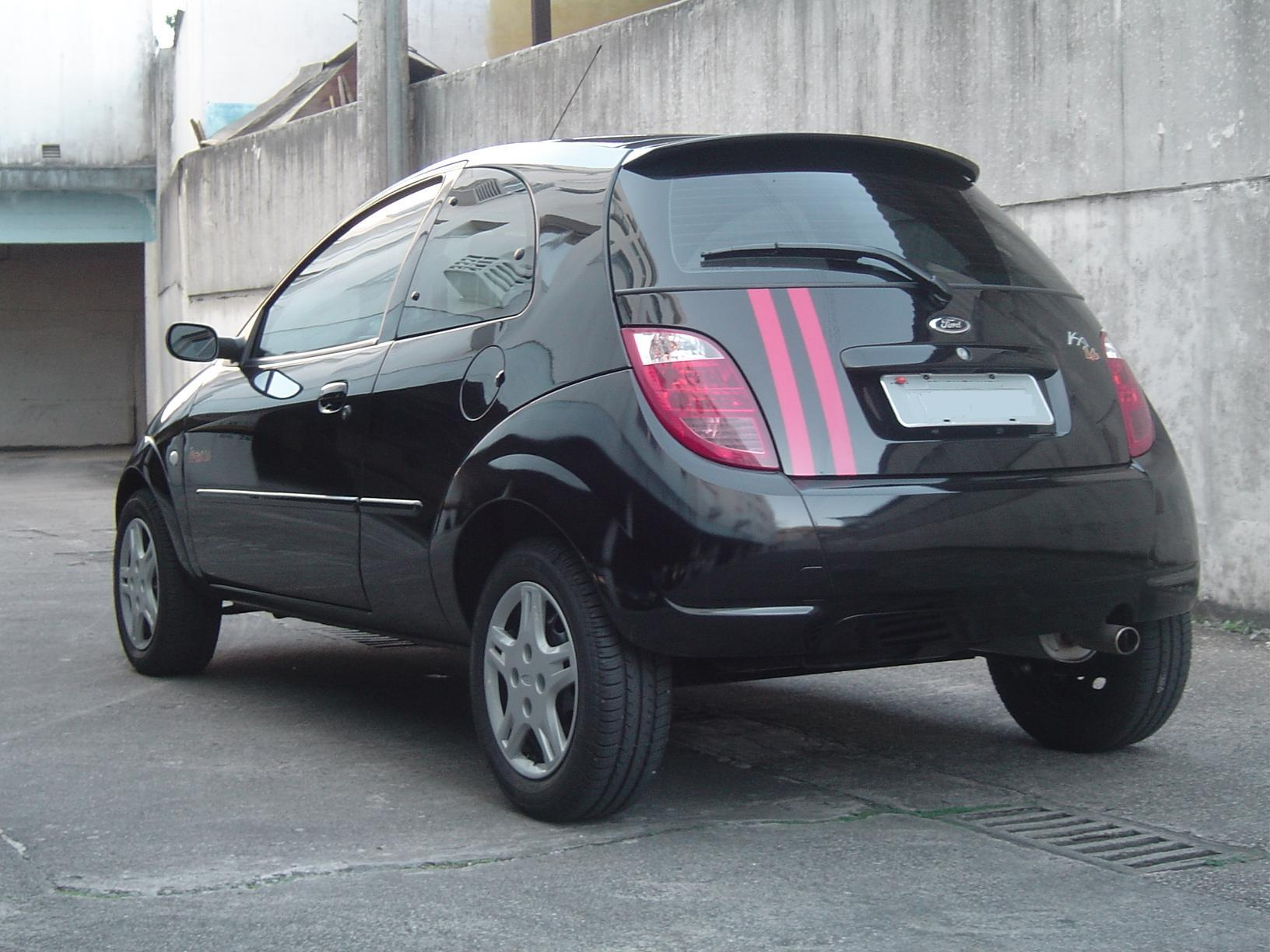
Ka Action 1.6 2005 no Brasil.

Ka Tecno (2000), série limitada a 800 unidades, destacava-se por ter rodas exclusivas aro 13" em liga leve, aerofólio exclusivo, direção hidráulica, ar-condicionado, rádio com viva voz para atender chamadas do celular, vidros elétricos opcionais, para-choques pintados em tom mais escuro que o prata da carroceria, painel de instrumentos e relógio central com fundo preto e outros itens. Tinha motor 1.0 Zetec Rocam.
Ka XR (2001) nasceu como uma versão esportiva do Ka, estreando os motores 1.6 no carro. Apresentava itens como rodas de liga leve, saias laterais e um spoiler que, no modelo fabricado até 2001 apresentava ganho de 7 km/h de velocidade máxima. Era vendido tanto completo quanto sem ar condicionado ou direção hidráulica. Posteriormente, as versões mais básicas deram origem ao Ka Action, um 1.6 sem os adereços esportivos e calotas.
Ka Black (2001), série de mais itens de série, como bancos de couro e interior diferenciado, teve uma produção de apenas 800 unidades, sendo que 640 destes eram 1.0 e os outros 160 foram 1.6, ambos com motores Zetec RoCam 1.6. Externamente, o 1.6 era igual ao XR, com saias laterais, enquanto o 1.0 não as tinha.
Ka MP3 (2005 - 2007), lançado como série especial, e posteriormente "efetivado" na linha de produção, conta com sistema de som com capacidade para ler e reproduzir arquivos de música MP3, sua carroceria é preta com detalhes em cinza. Podia-se optar pelo motor 1.0 ou 1.6, ambos Zetec Rocam.

### StreetKa e SportKa

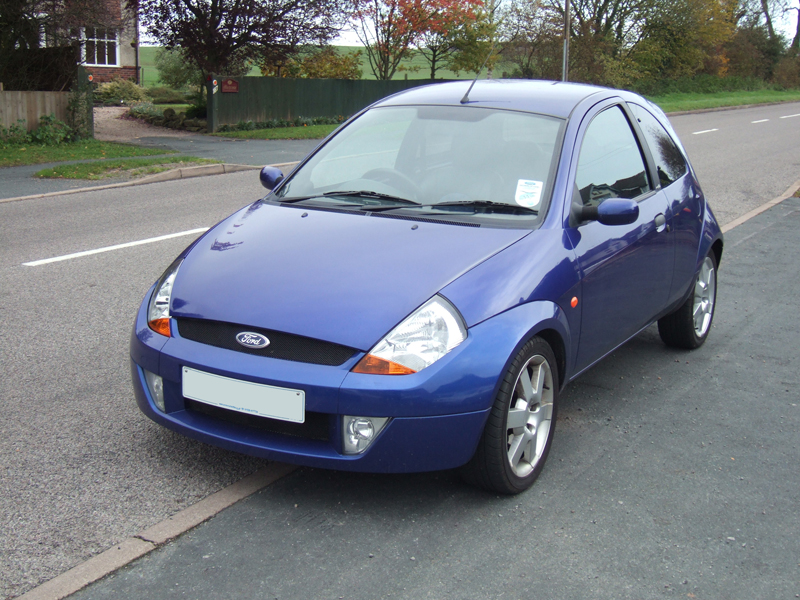
Ford Sport Ka

Em 2003, a linha Ka diversificou-se, com a adição do SportKa equipado com body kit esportivo, bitolas maiores, suspensão mais firme e rodas de liga leve aro 16" redesenhadas. Além do SportKa um modelo conversível chamado StreetKa também surgiu, lançado com a ajuda da cantora Kylie Minogue na Paris Motor Show. Ambos os modelos vinham com os para-choques mais largos e faróis de neblina. O StreetKa era equipado com um teto de tecido com abertura manual ou com teto rígido removível opcional (Winter Edition).

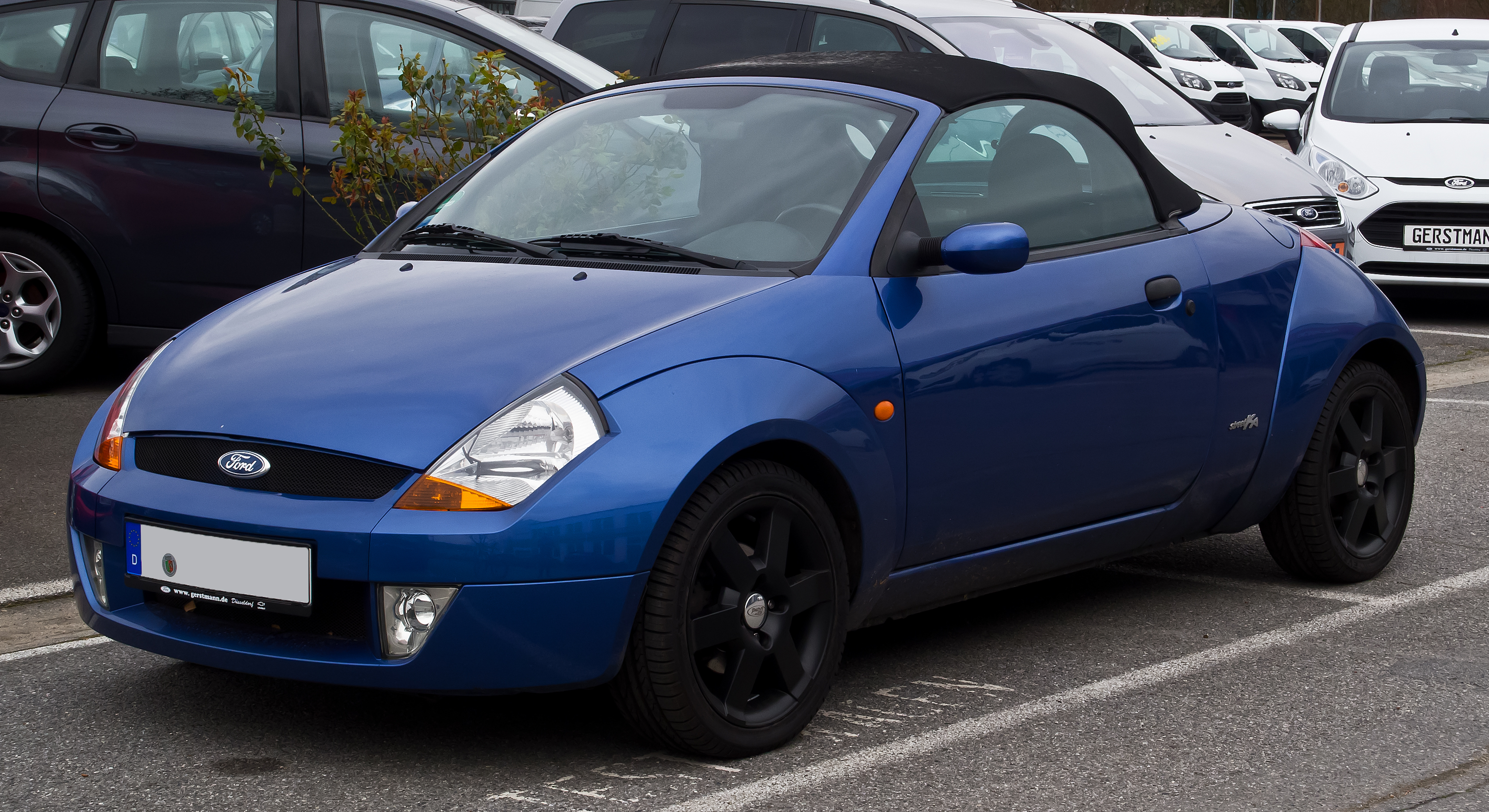
Ford StreetKa

StreetKa foi um projeto interno da Ford produzido pela Pininfarina (O conceito "Ghia Saetta show car" de 2000 foi projetado pela Ghia, Turim) na Italia e todos StreetKas tinham uma placa de metal grafado "Pininfarina". A Pininfarina produziu 37076 StreetKas entre 2002 e 2005.
StreetKa vinha em dois níveis de equipamentos: Basic e Luxury. Na versão Basic, bancos de couro e ar condicionado eram opcionais. A versão Luxury era equipada com bancos de couro, apliques de couro nas molduras das portas, os bancos possuíam sistema de aquecimento, ar condicionado, espelhos retrovisores aquecidos, Alarme com sistema de imobilização do veiculo. Os opcionais incluíam upgrade do radio/CD que tinha capacidade para apenas 1 CD para um com capacidade para até 6 CDs, auto-falantes adicionais sob o santantônio, e para-brisa aquecido, todos esse opcionais estavam tanto na versão padrão como na Winter Edition.
Todos modelos eram equipados com travas elétricas com acionamento remoto e abertura do porta malas por controle remoto, air bag duplo com a possibilidade de desabilitar air bag do passageiro, vidros e retrovisores com acionamento elétrico, electric headlight aim adjustment, Freio ABS, direção hidráulica, faróis de neblina, Manopla de câmbio racing Puma de alumínio, destravamento elétrico do capô e Conta giros.
Em 2005, todos os modelos do Ka na Europa, incluindo SportKa e StreetKa receberam uma leve reestilização no interior, trazendo ao interior um ar mais moderno, porém mantendo a aparência do original. Tanto o StreetKa quanto o SportKa receberam um novo motor a gasolina 1.6L Duratec 8v de 95 cv (69 kW), já o Ka, Ka Collection, e o Ka Luxury mantiveram o motor 1.3L Duratec a gasolina.

## Segunda geração brasileira

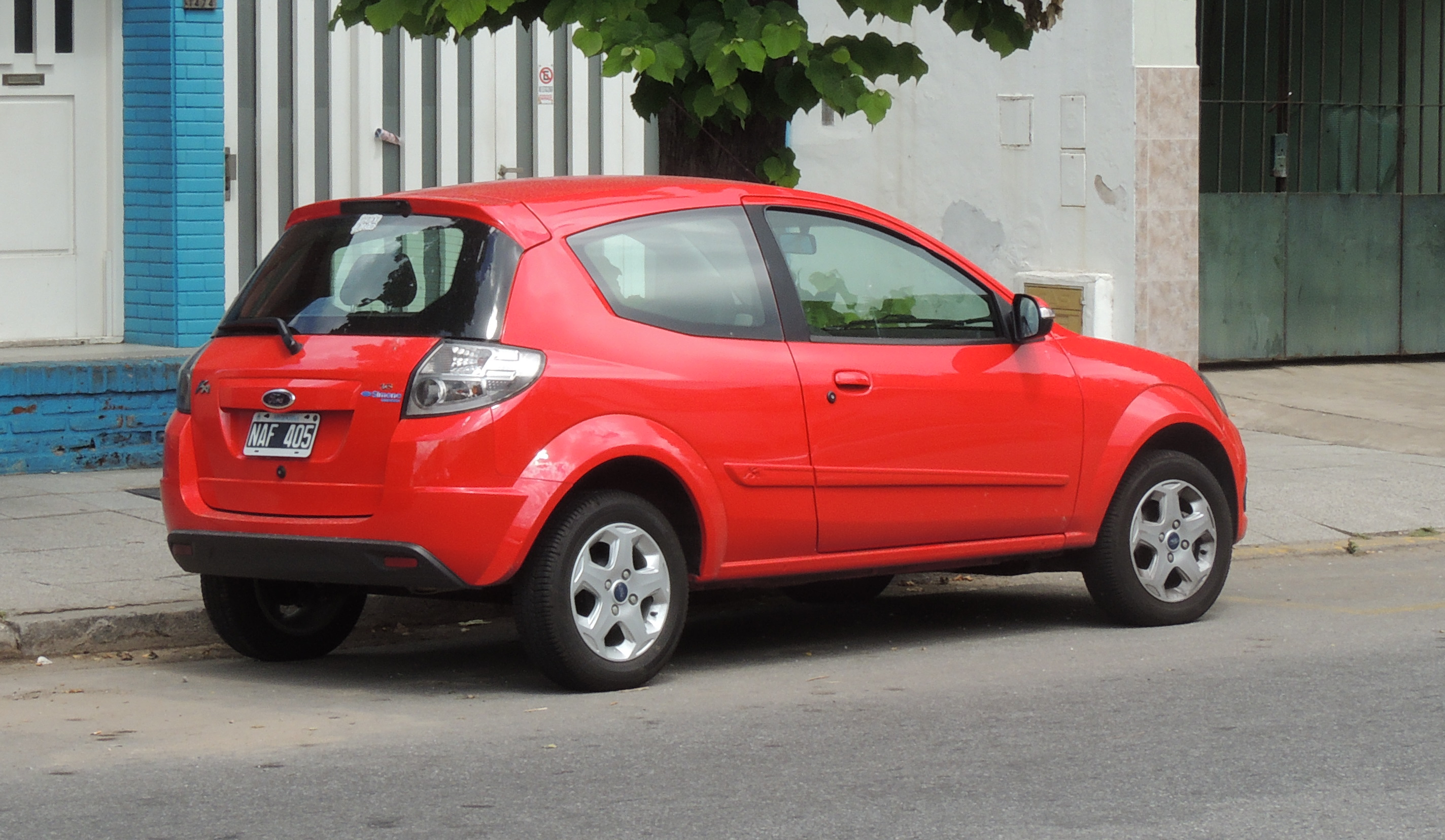
Ford Ka 2013

Em dezembro de 2007, foi lançada a segunda geração do Ford Ka como modelo 2008. O novo Ka trouxe mudanças significativas em sua estrutura, além da motorização Rocam Flex (bicombustível - etanol ou gasolina) nas opções 1.0 e 1.6. Além das mudanças estéticas, sua capacidade de carga aumentou, comportando agora 3 passageiros no banco de trás. Para um carro de entrada, trouxe diferenciais interessantes no modelo básico, como abertura do porta-malas no painel (já disponível na versão anterior), alarme volumétrico, controle remoto de abertura das portas e do porta-malas com botão localizador, jogo de chave/cilindro antifurto (que impossibilita a partida no carro sem a chave correta), luz de advertência da revisão programada (o condutor é avisado no painel quando o veículo se encontra em período de revisão, seja por quilometragem ou por tempo de compra), travamento automático das portas a 15 km/h (9,3 mph) e travamento central elétrico das portas.
Com versão única, seu valor de mercado varia de acordo com opcionais. Os opcionais eram oferecidos em pacotes: Fly, Somma, Prestige, Neo, Class, Performer, Pulse. O pacote Fly trazia preparação para áudio, ar-quente, brake light e desembaçador/limpador traseiro e podia ser combinado com o Somma (ar-condicionado), o Neo (vidro elétrico), o Prestige (direção hidráulica). O Class reunia Somma, Prestige e Neo. Conta-giros e cintos traseiros retráteis, só no Pulse. A performance superior do motor 1.6 ficava restrita ao pacote Performer, com rodas de liga aro 14 e os itens de Classe e Pulse.

### Facelift
Na linha 2012 a Ford resolveu que era hora de revitalizar o design do ka, com dianteira remodelada e novas lanternas e quadro de instrumentos, o Ka enfim adotou o kinetic design da Ford. O interior exibia revestimentos internos até então inéditos no modelo e painel com nova grafia e iluminação. No console central, havia agora um porta-copos. Rodas de liga leve e calotas também recebera novo design. A traseira ganhou lanternas transparentes, semelhantes às do Fiesta Sedã, que mantiveram o layout original, e o para-choque recebeu um aplique preto na parte inferior. Os retrovisores externos possuíam como opcionais repetidores de seta.
A parte mecânica sofreu alterações. As únicas novidade estavam nos amortecedores traseiros, que receberam um isolamento acústico mais eficiente, para reduzir os ruídos dentro do habitáculo e nas novas buchas, agora independentes para os amortecedores e molas traseiras, aumentando o conforto e melhorando a dirigibilidade.

### Ka Sport
Após a reestilização a Ford restringiu o motor 1.6 apenas ao modelo topo de linha, surgia assim o Ka Sport 1.6, com rodas de liga leve aro 15, pneus Pirelli P7 195/55, spoiler (carro), saias e aerofólio, com faixas chamativas no capô e nas laterais, faixas essas que remetiam ao mustang boss. O carro era disponibilizado nas cores: Branco com faixas pretas, Vermelho com faixas brancas, Prata com faixas pretas, Preto com faixas brancas e Laranja com faixas pretas. Era considerado um modelo divertido de guiar comparado com as versões mais básicas, pois possuía um bom acerto de suspensão, principalmente depois da reestilização sofrida em meados de 2011 quando passou a ter buchas independentes para amortecedores e molas traseiras. No final de 2012 a Ford suspendeu sua produção, seus últimos exemplares saíram de linha como modelo 2012/2013.

### Recalls
A segunda geração do Ford Ka brasileiro sofreu ao longo de sua produção dois recalls. O primeiro em 2008, 41 460 unidades foram convocadas para troca do tubo de freio, sujeito a fissuras por atrito com a braçadeira do radiador, causando falhas na frenagem. O segundo em 2010, 166 460 carros feitos entre 2008 e 2010 foram chamados para reparo do chicote elétrico, cujo isolamento pode estar comprometido pelo atrito com alguns pontos da carroceria. Falhas no isolamento podem causar pane elétrica, curto-circuito e risco de incêndio.

## Segunda geração europeia

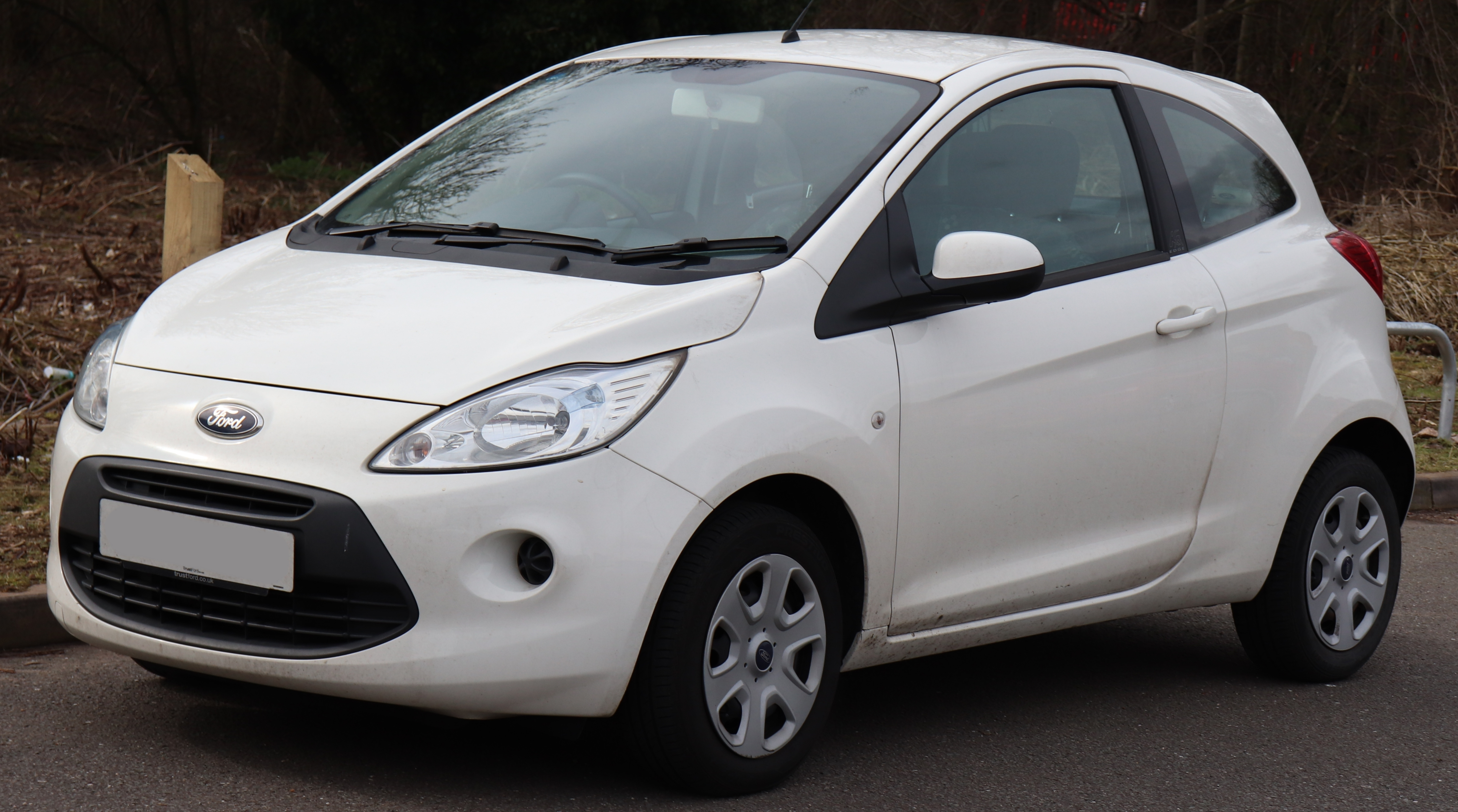
Ford Ka MK2 europeu

Em 18 de Julho de 2008, O modelo europeu do ka de primeira geração foi substituído por modelo desenvolvido e produzido em conjunto com a Fiat para a Ford. O carro é fabricado na planta fabril da Fiat em Tychy, Silésia, Polônia, junto com o Fiat 500, Fiat Panda e o Lancia Ypsilon.

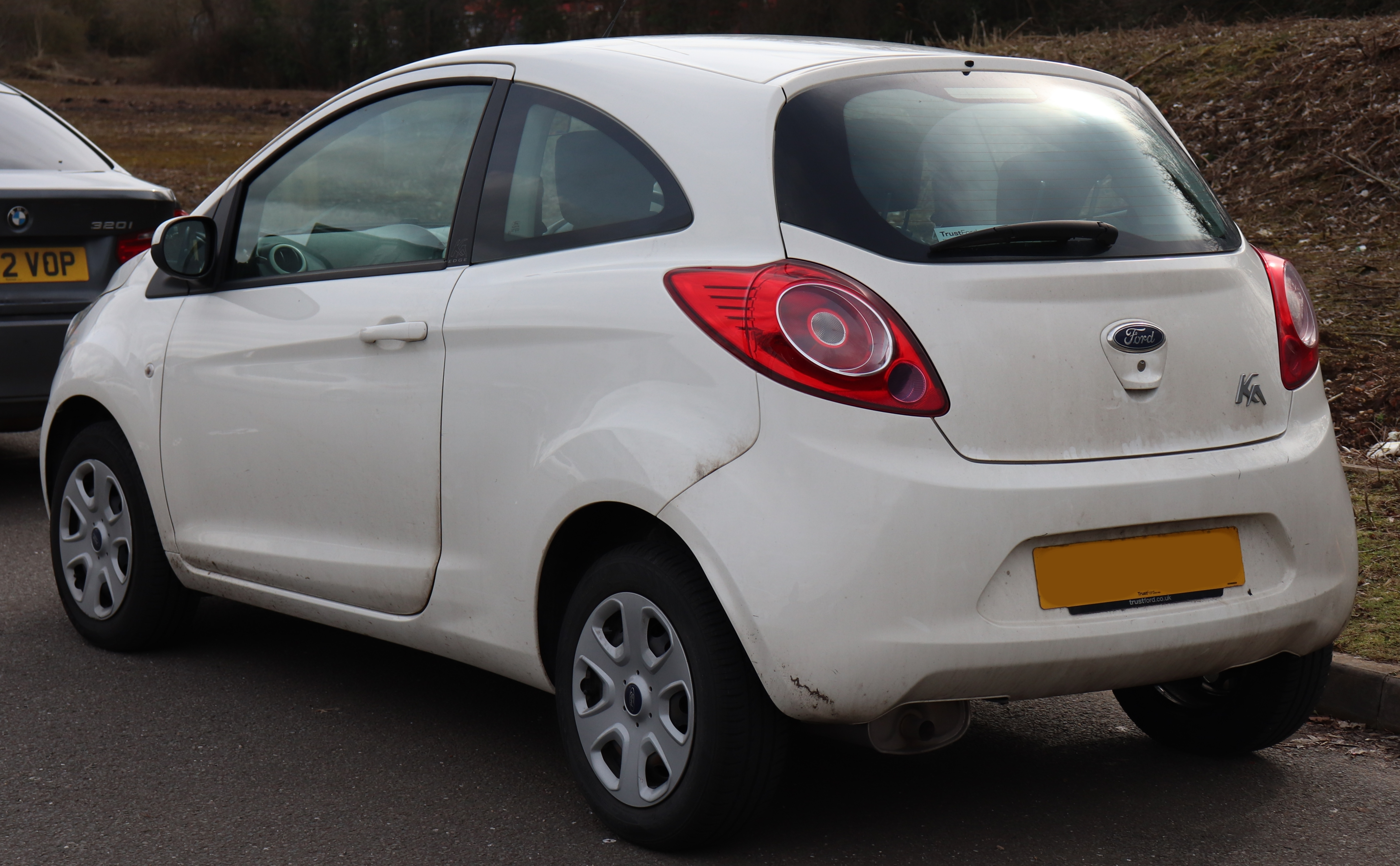
Traseira Ford Ka MK2 europeu

Apesar de um projeto totalmente diferente, A segunda geração do Ka mantêm o estilo repleto de curvas assim como o original, porém trazendo em sua aparência a linha filosófica de design cinético da Ford, que traz a sensação de movimento. A Ford prometeu "cores expressivas" para a cabine. Isto refere-se principalmente a possibilidade escolher diversos estilos de interior para o compacto de segunda geração da Ford, logo após o sucesso do design do interior do Fiesta. Alem disso, o interior poderia ser equipado com accessórios como conexão Bluetooth com o celular, comandos por voz, um Rádio com CD, MP3, entrada auxiliar de audio, e porta USB, controle de áudio no volante e um sistema de som que era composto por seis auto-falantes, um subwoofer e um amplificador.
O Ka veio com duas opções de de motores, um motor 1.2L 8v a gasolina que produzia 69 cv (51 kW) de potência a 5500 rpm e 10,2 kgf-m (100 Nm) a 3000 rpm de torque e um motor 1.3L TDCi a diesel que produzia 75 cv (55 kW) @ 4000 rpm de potência e 14,4 kgf-m (140 Nm) @ 3500 rpm de torque. Ambos os motores vinham com nível de emissão de CO2 abaixo de 120 g/km (119 g/km para motores a gasolina e 112 g/km para o movido a diesel). Ambos os motores eram fornecidos pela Fiat.
A maior diferença mecânica entre o Ford Ka e seus irmãos Fiat, era que o Ford absorvia melhor que o Fiat 500 as irregularidades do terreno. A barra de torção traseira mais rígida permitiu o uso de molas 30% mais suaves e, consequentemente, a ação mais rápida dos amortecedores, assim melhorando o desempenho de passeio sobre estradas irregulares. Alguns dessas melhorias foram adotadas posteriormente no Fiat 500 Abarth e no Fiat 500C. Algumas mudanças fizeram o caminho contrário partiram dos modelos 500 para o KA, como a geometria de direção. Embora, como o novo Ka usa um sistema de direção eletricamente assistida, ele não tem a mesma comunicação que direção hidraulicamente assistida, ou seja, o condutor não sente muito a vibração da direção. De qualquer forma, o sistema de direção elétrica faz com que a a direção fique mais leve e energeticamente mais eficiente que o seu antecessor.
Nos testes da Euro NCAP o veiculo atingiu nota 4 em nível geral de segurança, e vinha de fabrica equipado com airbag, ABS, alarme com imobilizador de veiculo, luzes de alerta e travas elétricas (exceto na versão Studio no Reino Unido). Além disso, ele possuía como opcionais airbags Laterais e de cortina, ESP (Programa eletrônico de estabilidade) com HBA (Assistente Hidráulico de Frenagem) e HLA (Assistente de partidas em rampa).
O "novo" Ka fez sua estreia no 22º filme do James Bond Quantum of Solace e foi revelado em Outubro de 2008 na Paris Motor Show.
Em 2008, houve especulações sobre a possibilidade da Ford introduzir o Ka no mercado norte americano. Desde então, foi confirmado que a Ford considerava o Ka muito pequeno para o gosto americano e não ia introduzir o veiculo nesse mercado.

### Ka Individual
Na Europa, a Ford disponibilizava personalizações especiais para sua gama, O Ford Ka oferecia três "Ford Individual packs", ou seja, versões com características especiais (tanto no interior, quanto exterior), chamados de Tattoo, Grand Prix e Digital. A versão Tattoo foi substituída pela Metal em 2011.

## Terceira geração

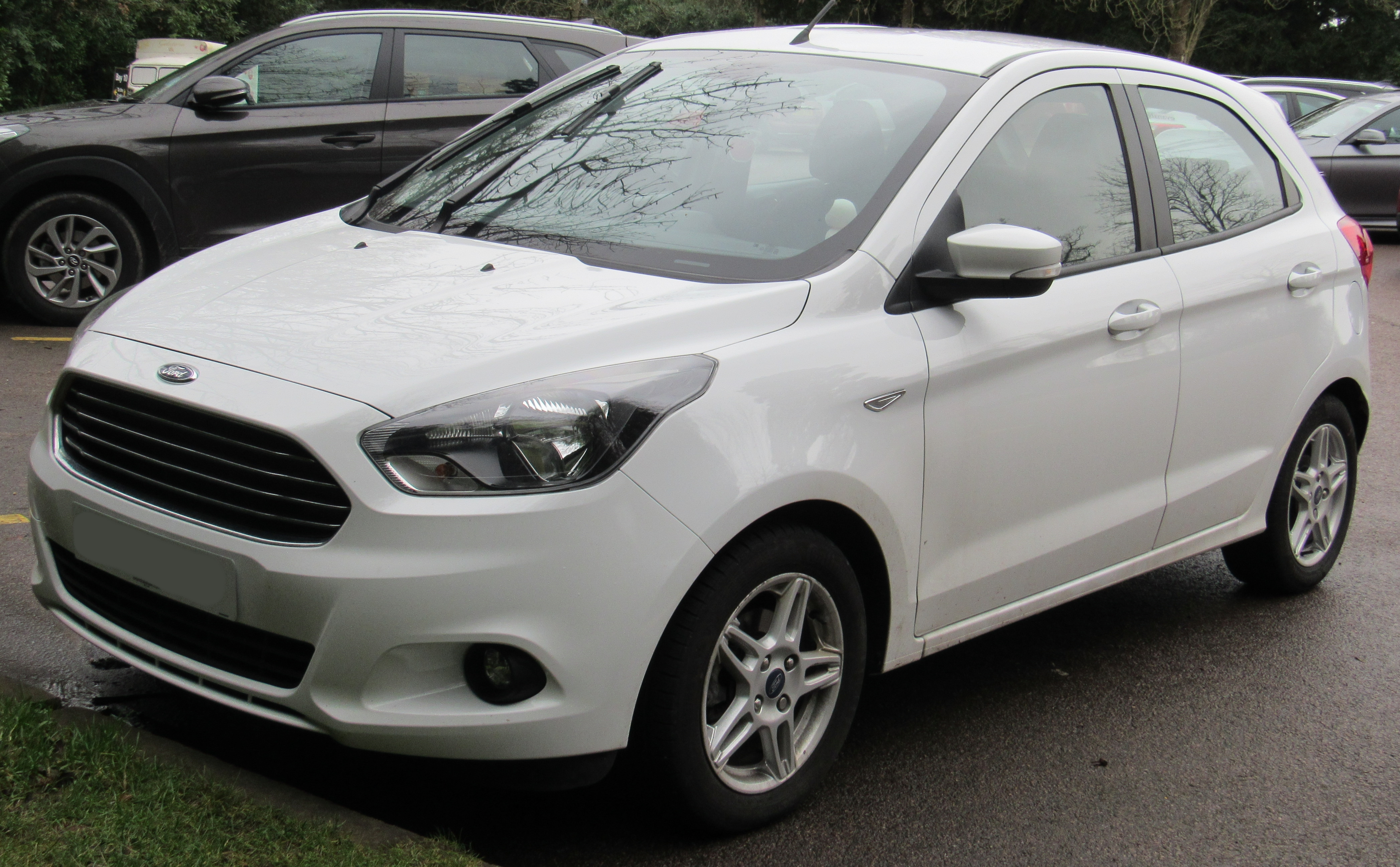
Ford Ka 2017

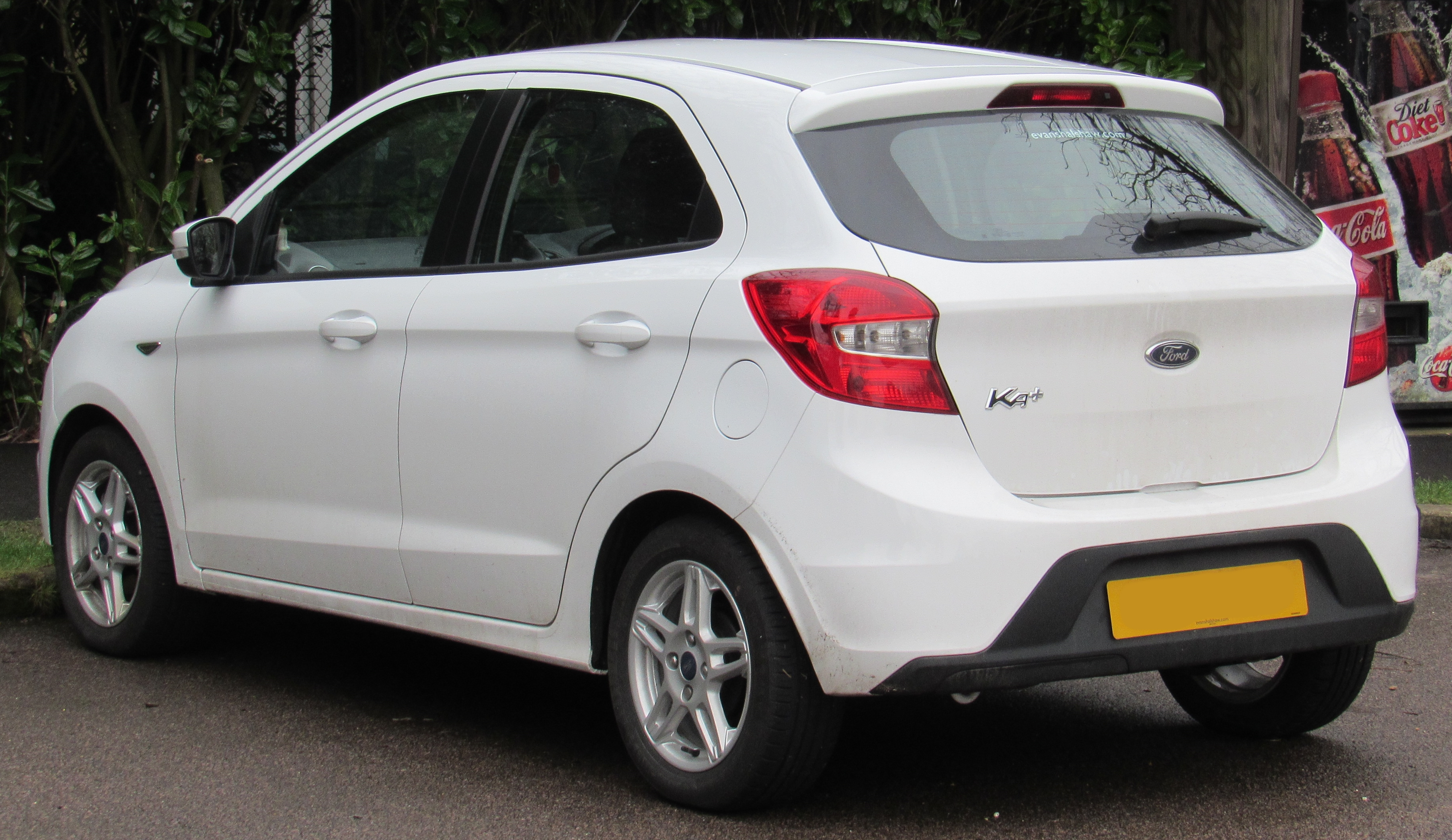
Ford Ka 2017

Desenvolvido pela Ford Do Brasil, O "Ford Ka Concept" foi revelado em Novembro de 2013 Brasil. Em julho de 2014 foi enfim revelada sua versão de produção, agora na versão Sedan chamada de Ka+ e Hatch chamada de Ka. As primeiras unidades foram entregues no Brasil, em outubro de 2014, Seu lançamento na Índia aconteceu em agosto de 2015, sob o nome de Ford Figo (hatch) e Ford Figo Aspire (sedan). O ultimo mercado a ser introduzido foi a Europa, em junho de 2016 foi lançado no velho continente com as mesma nomenclatura dos modelos brasileiros.
O novo modelo é baseado na Plataforma global B da Ford, a mesma utilizada pelo compacto Ford Fiesta. A nova geração também é contemplada pela segunda geração da linha de design "Ford Kinetic". A versão hatchback só possui a configuração de 5 portas, agora está 266 mm (10,47 in) maior que a geração anterior, a distância de entre-eixo aumentou 190 mm (7,480 in). O sedan 4 portas o mesmo entre-eixo que a versão hatch, porém possui duas variações de comprimentos: A versão Brasileira sendo a mais longa (chamada de Ka+), medindo 4 254 mm (167,5 in), e a versão indiana, medindo 3 995 mm (157,3 in).
No Brasil, a gama de motores consiste em dois propulsores: um motor 1.0 TiVCT 12v, que desenvolve 85 cv (63 kW) de potência a 6500 rpm e 10,7 kgf-m (105 Nm) de torque a 3500 rpm quando alimentado com etanol, e 80 cv (59 kW) de potência a 6500 rpm e 10,2 kgf-m (100 Nm) de torque a 3500 rpm quando alimentado com gasolina. E um motor 1.5 Sigma Flex 16v, que desenvolve 110 cv (81 kW) de potência a 5500 rpm e 14,9 kgf-m (146 Nm) de torque a 4750 rpm quando alimentado com etanol, e 105 cv (77 kW) de potência a 5500 rpm e 14,6 kgf-m (143 Nm) de torque a 4750 rpm quando alimentado com gasolina. Na Índia e Europa, a gama de motores consiste em 3 propulsores: um motor 1.2 TiVCT 16v movido a gasolina que desenvolve 88 cv (65 kW) de potência a 6300 rpm e 11,4 kgf-m (112 Nm) de torque a 4000 rpm. Um motor 1.5 Ti-VCT 16v movido a gasolina que desenvolve 112 cv (82 kW) de potência a 5500 rpm e 14,6 kgf-m (143 Nm) de torque a 4250 rpm. E por ultimo um motor 1.5 TDCi 16v movido a diesel que desenvolve 100 cv (74 kW) de potência a 3750 rpm e 21,9 kgf-m (215 Nm)de torque a 3000 rpm. A Ford disponibilizava duas opções transmissões, o cliente pode optar por um câmbio manual de 5 velocidades, ou um cambio de dupla embreagem de 6 velocidades denominado de Powershift. No Brasil, o câmbio Powershift foi substituído por um câmbio automático comum após a Ford desistir de equipar seus carros com esse câmbio, que tinha problemas crônicos que poderiam até ocasionar a sua quebra.
Em novembro de 2015, o Ka+ equipado com dois airbaigs frontais e freios ABS com EBD de fabrica, foi testado pela Latin NCAP e alcançou quatro estrelas de cinco estrelas possíveis.
Em setembro de 2015, ocorreu seu lançamento no México, e um mês mais tarde foi lançado na África do Sul. Em junho de 2016 foi então lançado na Europa.
A terceira geração do Ka é fabricada em Camaçari no estado da Bahia no Brasil e também é exportada para a Argentina, O Ka também é fabricado em Sanand no distrito de Ahmedabad na Índia de onde é exportado para o México, África do Sul e Europa.

### Ka Trail
Em no final de março de 2017 a Ford lançou, no mercado brasileiro, a versão aventureira do compacto. Denominada Ka Trail, essa versão traz suspensão elevada e pneus de uso misto com maior diâmetro, Pirelli Scorpion ATR, em medidas 185/65 R 15 contra 175/65 R 14 do Ka SE (ou SE Plus) e 195/55 R 15 presente na versão SEL. A suspensão recebeu molas e amortecedores dianteiros e traseiros novos, barra estabilizadora maior e o eixo traseiro ficou mais rígido, essas mudanças deram ao ka 31 mm a mais de altura livre do solo.
Esteticamente é possível notar a diferença pelas barras de teto, apliques prata nos para-choques, nova moldura dos faróis de neblina, máscara negra nos faróis, molduras de caixas de rodas texturizadas na cor preta e faixas laterais e na tampa traseira com a palavra Trail, além das rodas de 15" na cor cinza.

## Automobilismo
O campeonato Ford KA rally foi criado em 1998. Ele provou ser um dos mais populares campeonatos de Rali junior (Ford Ka Rally Cup) no Reino Unido e Irlanda. Em 2007, Luke Pinder ganhou o BRC Silverstone Tyre 1400 Championship no Ford KA de Chris Birkbeck.

### KaRally Car
Produzido pela Ford Motorsport (Ford TeamRS), que possui sede em Boreham, Essex, Reino Unido, O Ka Rally foi projetado como um veículo de nível de entrada para competir em uma série de produção única como parte do campeonato de rali britânico Mintex rally. A maioria das peças fornecidas tinha o objetivo de fortalecer o carro para rali. Suporte de motor e buchas de suspensão mais rígidas também estavam incluídos, assim como a barra anti torção frontal. Os Protetores de cárter e do tanque de combustível em Aluminio, Rodas OZ Rally e dispositivos de segurança como a gaiola de segurança eram todos equipados a cargo da Ford Boreham ou fornecidos às equipes. As melhorias de performance eram limitados a remapeamento da ECU, comando de válvulas mais "agressivo", ou seja, com ângulos que permitissem um maior tempo de abertura das válvulas e coletor de escapamento do tipo 4x2x1 com escapamento direto, ou seja, sem catalisador e abafadores. Essa combinação produzia uma potência de 81 cv (60 kW), e para lidar com ela os competidores podiam substituir os Semieixos por outros com juntas homocinéticas mais resistentes. Um diferencial com deslizamento limitado e platô de embreagem mais pesado também estavam disponíveis. O pacote de freios de competição, era composto por pastilhas de freio Mintex para os discos ventilados dianteiros de freio e sapatas mais fortes para os tambores traseiros, todos homologados para o Rally Ka. Os amortecedores originais foram susbstituidos por amortecedores do tipo coilover Proflex com reservatório "remoto", que possibilitava ajustar a carga dos amortecedores. Tudo isso eram aliados a um kit de regulagem das plataformas de molas, que poderiam ser ajustados para dar competidores uma ampla gama de configurações de suspensão, incluindo altura de passeio. O interior não possuía forração alguma como todo carro de competição, por razões de alivio de peso. as mudanças: as saidas de ar centrais foram substituídas por um tacômetro e outros aparelhos auxiliares. Os painéis do console central foram substituídos para dar suporte para o botão do extintor de incêndio, chaves extra e aparelhos requisitados em um carro de rali. A deeply dished rally volante, bancos de competição e cintos de segurança eram fornecidos pela Ford Boreham, porém a susbstituição não estava incluída.

## O teste do Latin NCAP de dezembro de 2020
O Ford KA foi testado em dezembro de 2020 no Latin NCAP, e tirou decepcionantes 0 estrelas, o teste foi feito no Brasil.
- 34% para os adultos
- 9% para as crianças
- 50% para os pedestres
- 7% em sistemas de assistência e segurança

O veículo tinha airbag frontal para motorista e passageiro, Protensores no cinto de segurança para o motorista, limitador de carga de correia, lembrete de cinto de segurança apenas para o motorista, e também vinha como opcional, airbag lateral para o peito, o ESC também era opcional.

### Comentários
Adultos:
Impacto frontal: a proteção oferecida à cabeça do motorista foi adequada e à cabeça do passageiro foi boa. A proteção de pescoço para o motorista e passageiro foi boa. A proteção oferecida o peito do motorista foi adequada e o peito do passageiro foi boa. Os joelhos do motorista e do passageiro apresentaram proteção marginal, pois ficam expostos a estruturas perigosas atrás do painel. As canelas do motorista receberam proteção boa e as do passageiro, adequada e boa. A área ao redor dos pés foi considerada instável. A estrutura do habitáculo foi classificada estável e capaz de suportar cargas maiores. Impacto lateral: a cabeça, abdome ganharam boa proteção, e pélvis proteção adequada e peito proteção fraco. Impacto Lateral de Poste: não foi realizado porque o modelo não tem airbags de proteção lateral de cabeça como equipamento padrão. Whiplash: uma pontuação estática ruim levou a uma péssima pontuação do chicote cervical (whiplash). UN R32: o veículo atende aos requisitos de estrutura de impacto traseiro. AEB Cidade: o veículo não tem AEB Cidade nem oferece ESC padrão (que é uma pré-condição) e não atingiu a pontuação mínima de segurança passiva de adulto para pontuar no AEB. As taxas mínimas de equipamento para pontuação na AEB não teriam sido atendidas. Folha de resgate: não disponível.
Crianças:
O dummy de três anos e foi capaz de impedir o movimento excessivo durante o impacto e ofereceu boa proteção no impacto frontal e lateral. O desempenho dinâmico do dummy de um ano e meio também ofereceu boa proteção contra impactos frontais e laterais. Ambos CRS foram instalados usando âncoras Isofix e amarração superior para a criança de três anos e apoio para os pés para a criança de um ano e meio. O veículo tem cintos de três pontos em todos os assentos como padrão. Não é possível desligar o airbag do acompanhante, caso seja instalado um SRI olhando para trás nessa posição. A sinalização das ancoragens Isofix não cumpre com os requisitos do Latin NCAP. Alguns SRIs testados foram aprovados na instalação.
Pedestres:
O veículo não está em conformidade com os padrões da ONU para proteção de pedestres. O carro apresentou a maioria das áreas com níveis de proteção médio (marginal). AEB Usuários Vulneráveis das Estradas: o veículo não tem ESC padrão e não oferece AEB Usuários Vulneráveis das Estradas como opção, eles também devem atingir as taxas mínimas de equipamento.
Sistemas de assistência a segurança:
ESC: o veículo não oferece ESC padrão. Lembrete de Cinto de Segurança (SBR): o veículo tem apenas lembrete de cinto de segurança no banco do motorista. Limitador de velocidade (SAS): o veículo não possui um limitador de velocidade. Detecção de ponto cego (BSD): o veículo não oferece BSD. Sistema de Suporte de Pistas (LSS) e Detecção de Borda de Estrada (RED): o veículo não oferece LSS ou RED e o ESC não é padrão e as taxas de ajuste também devem corresponder.

## Motorização
| Motor                                          | Potência                                    | Torque                                            | 0 a 100 km/h | Velocidade máxima (km/h)     | Observações                                                           |
| ---------------------------------------------- | ------------------------------------------- | ------------------------------------------------- | ------------ | ---------------------------- | --------------------------------------------------------------------- |
| 1.0 Endura (999cc)                             | 53,5 cv a 5200 rpm                          | 7,86 kgf-m a 4000 rpm                             | 20,78s       | 146                          | Equipou o Ford Ka brasileiro de 1997 a 1999.                          |
| 1.0 Zetec RoCam (999cc)                        | 65 cv a 6000 rpm                            | 8,9 kgf-m a 2750 rpm                              | 17,6s        | 151                          | Equipou o Ford Ka brasileiro de 2000 a Janeiro 2008.                  |
| 1.0 RoCam Flex (999cc)                         | E: 73 cv a 6000 rpm G: 69 cv a 6000 rpm     | E: 9,3 kgf-m a 4750 rpm G: 8,9 kgf-m a 4750 rpm   | 16,7s        | 160                          | Equipou o Ford Ka brasileiro de 2008 até 2011.                        |
| 1.0 RoCam Flex (999cc)                         | E: 72,7 cv a 6000 rpm G: 68,5 cv a 6000 rpm | E: 9,4 kgf-m a 5000 rpm G: 9 kgf-m a 5000 rpm     | 14,9s        | 159                          | Equipou o Ford Ka brasileiro de 2012 até 2013.                        |
| 1.0 TiVCT (997cc) 12v                          | E: 85 cv a 6500 rpm G: 80 cv a 6500 rpm     | E: 10,7 kgf-m a 3500 rpm G: 10,2 kgf-m a 3500 rpm | 13.9s        | 166                          | Equipou o Ford Ka brasileiro a partir 2014.                           |
| 1.2 Duratec FIRE (1242cc)                      | 69 cv a 5500 rpm                            | 10,2 kgf-m a 3000 rpm                             | 13,0s        | 155                          | Equipou o Ford Ka europeu a partir 2008.                              |
| 1.2L Ti-VCT 16v                                | 88 cv a 6000 rpm                            | 11,4 kgf-m a 3000 rpm                             | -            | -                            | Equipou o Ford Ka europeu a partir de 2016 e o indiano a partir 2015. |
| 1.3 Endura (1297cc)                            | 60 cv a 5000 rpm                            | 10,4 kgf-m a 3500 rpm                             | 16s          | 155                          | Equipou o Ford Ka europeu de 1996 a 1999 e brasileiro de 1997 a 1999. |
| 1.3 Duratec (1297cc)                           | 70 cv a 5600 rpm                            | 10,6 kgf-m a 2800 rpm                             | 13,7s        | 167                          | Equipou o Ford Ka europeu de 2000 a 2008.                             |
| 1.3 Duratorq Turbo Diesel (multijet) (1248 cc) | 75 cv a 4000 rpm                            | 14,4 kgf-m a 3500 rpm                             | 12,5s        | 160                          | Equipou o Ford Ka europeu a partir de 2008.                           |
| 1.5 Sigma Flex 16v                             | E: 110 cv a 5500 rpm G: 105 cv a 5500 rpm   | E: 14,9 kgf-m a 4250 rpm G: 14,6 kgf-m a 4250 rpm | 10.5         | 181                          | Equipou o Ford Ka brasileiro a partir 2014.                           |
| 1.5L Ti-VCT 16v                                | G: 112 cv a 5500 rpm                        | G: 13,8 kgf-m a 4250 rpm                          | -            | -                            | Equipou o Ford Ka europeu a partir de 2016 e o indiano a partir 2015. |
| 1.5L TDCi 16v                                  | D: 100 cv a 3750 rpm                        | D: 21,9 kgf-m a 3000 rpm                          | -            | -                            | Equipou o Ford Ka europeu a partir de 2016 e o indiano a partir 2015. |
| 1.6 Zetec RoCam (1598cc)                       | 95 cv a 5800 rpm                            | 14,5 kgf-m a 2600 rpm                             | 10,5s        | 172                          | Equipou o Ford Ka brasileiro de 2001 a Janeiro 2008.                  |
| 1.6 Duratec (1598cc)                           | 95 cv a 5500 rpm                            | 13,4 kgf-m a 4250 rpm                             | 11s          | 173 (StreetKa) 172 (SportKa) | Equipou o Ford Ka europeu de 2003 a 2006.                             |
| 1.6 RoCam Flex (1598cc)                        | E: 107 cv a 5500 rpm G: 102 cv a 5500 rpm   | E: 15,3 kgf-m a 4250 rpm G: 14,5 kgfm a 4250 rpm  | 11,5s        | 175                          | Equipou o Ford Ka brasileiro de 2008 a 2013.                          |

## Encerramento da produção no Brasil
Em 11 de janeiro de 2021, a Ford Motor Company anunciou o fim do Ka no Brasil, devido ao fechamento das suas últimas três fábricas brasileiras. Em 2020, foi o quinto modelo mais vendido do país.